# Trudovói (Gulkévichi, Krasnodar)
Trudovói (del ruso: Трудовой) es un posiólok del raión de Gulkévichi del krai de Krasnodar, en el sur de Rusia. Está situado en la orilla izquierda del río Kubán, 33 km al oeste de Gulkévichi y 107 km al este de Krasnodar, la capital del krai. 
Pertenece al municipio Kubán.